# Трофимов, Александр Сергеевич (художник)
Алекса́ндр Серге́евич Трофи́мов (11 февраля 1927, Москва — 10 апреля 2000) — советский и российский художник, искусствовед. Педагог, профессор МГХИ им. В. И. Сурикова и Российской академии живописи, ваяния и зодчества.
Член МОСХ (1956). Заслуженный деятель искусств РСФСР (1982).

## Биография
Родился в 1927 году в Москве. Окончил Московскую среднюю художественную школу (Лаврушинский переулок, 15). С 1946 по 1952 гг. проходил обучение в МГХИ имени В. И. Сурикова.
После окончания института в течение двух лет работал художником ВДНХ; позднее (около года) — в должности художника Государственного исторического музея. С 1955 по 1958 гг. — художник Музея истории и реконструкции Москвы.
В течение семи с половиной лет преподавал в Заочном народном университете искусств. Позднее работал на факультете прикладного искусства в Московском текстильном институте (в должности старшего преподавателя, затем — доцента).
С 1978 по 1994 гг. — в Московском государственном художественном институте имени В. И. Сурикова, где занимал должности доцента (с 1986 года — профессора) кафедры живописи и композиции, проректора по научной работе.
С июля 1994 года — профессор и проректор по учебной и научной работе Российской академии живописи, ваяния и зодчества.

## Общественная деятельность
А. С. Трофимов стал одним из организаторов Комиссии МОСХ по охране памятников истории и культуры.
С июня 1956 года — член Московской организации Союза художников РСФСР.
В 1987 году был избран председателем Президиума Московского отделения Всероссийского общества охраны памятников истории и культуры. Как отмечает один из исследователей деятельности общества, А. С. Трофимов был одним из трёх художников (наряду с С. С. Чеховым и А. В. Артемьевым), создавших наглядную схему предложенного ГлавАПУ сноса исторической застройки Москвы. Данная работа сыграла немалую роль при рассмотрении проекта центра Москвы в секции архитектуры ВООПИиК и в вышестоящих инстанциях (в результате проект был отклонён).
По воспоминаниям Ю. А. Бычкова, одного из создателей ВООПИиК, «А. С. Трофимов четверть века шёл рука об руку с [Петром Дмитриевичем] Барановским».
Участвовал в подготовительных работах по воссозданию Казанского собора на Красной площади в Москве.
Являлся депутатом Моссовета 20-го созыва.

## Творчество

### Отдельные выставки
- 1943 — Выставка молодых художников, посвящённая 25-летию ВЛКСМ, Москва, Государственная Третьяковская галерея[9]
- 1954 — Первая выставка этюдов молодых художников Москвы, Москва, Центральный Дом работников искусств[10]
- 1955 — Выставка живописи, скульптуры, графики и работ художников театра и кино Москвы и Ленинграда, Москва, Центральный парк культуры и отдыха[11]
- 1958 — 4-я выставка произведений молодых художников Москвы, Москва[12]

### Публикации работ художника (полотна, рисунки)
По мотивам произведений П. И. Чайковского художник создал цикл пейзажей «Времена года». Некоторые из работ данной серии были включены в набор открыток «Мелодии родного края», выпущенный издательством «Изобразительное искусство». В том же издательстве вышел набор открыток, представляющий цикл произведений художника, посвящённый Л. Н. Толстому:
- А. Трофимов. Мелодии родного края / А. Тюрин. — М.: Изобразительное искусство, 1976. — 16 с.
- А. Трофимов. Там, где жил и работал Л. Н. Толстой / А. Тюрин. — М.: Изобразительное искусство, 1978. — 16 с.

Живописные работы А. С. Трофимова, статьи о его творчестве публиковались в таких издательствах, как «Советский художник», «Известия», «Правда» и др.

## Прижизненные публикации

### Монографии, статьи в книгах
- Трофимов А. С. Семён Григорьевич Мухин. — Л.: Художник РСФСР, 1986. — 134 с.
- Борис Иванович Горбунов, 1922—1989: живопись / Савельева Н.А. (составитель), Трофимов А.С. (автор вступительной статьи). — М.: Советский художник, 1989.
- Семён Григорьевич Мухин, 1891—1972: живопись: кат. выст. / Лисенкова Е.А. (составитель), Трофимов А.С. (автор вступительной статьи). — М.: Советский художник, 1992.

### Статьи в газетах и журналах
- Трофимов А. С. Жемчужины Ивановской земли // Памятники Отечества : альманах. — М.: Советская Россия, 1981.
- Трофимов А. Пётр Дмитриевич Барановский // Художник : журнал. — М., 1991. — № 2.
- Трофимов А. Храм Христа Спасителя // Художник : журнал. — М., 1991. — № 7.
- Трофимов А. С. Ангелы-хранители [рец. на книгу: Хечинов Юрий. Ангелы-хранители] // Художник : журнал. — М., 1995. — № 2.
- Трофимов А. С. Страницы истории школы [О Московской средней художественной школе] // Художник : журнал. — М., 1996. — № 1.
- Трофимов А. С. Охранитель и творец [О художнике, искусствоведе, хранителе музея-усадьбы Петровское в Пушкинском заповеднике Б. М. Козмине] // Слово : журнал. — М., 1997. — № 7/8.
- Трофимов А. С. Неповторимые судьбы [Воспоминания о художнике А. В. Куприне] // Москва : журнал. — М., 1998. — № 6.
- Трофимов А. С. Купринский Арбат [Воспоминания о художнике А. В. Куприне] // Москва : журнал. — М., 1998. — № 12.
- Трофимов А. С. Куприн и Коровин [Воспоминания] // Москва : журнал. — М., 1999. — № 4.
- Трофимов А. С. Российская Академия живописи, ваяния и зодчества // Юный художник : журнал. — М., 1999. — № 1.